# Missulena durokoppin
Espèce
Missulena durokoppin est une espèce d'araignées mygalomorphes de la famille des Actinopodidae.

## Distribution
Cette espèce est endémique du Wheatbelt en Australie-Occidentale,. Elle se rencontre dans la réserve naturelle de Durokoppin.

## Description
Le mâle holotype mesure 8,32 mm, les mâles mesurent de 6,31 à 8,50 mm.

## Systématique et taxinomie
Cette espèce a été décrite par Marsh, Stevens et Framenau en 2023.

## Étymologie
Son nom d'espèce lui a été donné en référence au lieu de sa découverte, la réserve naturelle de Durokoppin.

## Publication originale
- Marsh, Stevens & Framenau, 2023 : « Five new species of mouse spiders in the genus Missulena (Mygalomorphae: Actinopodidae) from national parks and conservation reserves in Western Australia. » Australian Journal of Taxonomy, vol. 36, p. 1-2 (texte intégral).